# HBL All-Star Game 2008
Das HBL All-Star Game 2008 fand am 19. Mai 2008 in der Max-Schmeling-Halle in Berlin vor 7.400 Zuschauern statt. Es war die neunte Auflage dieses Events.
Eine internationale Auswahl der Handball-Bundesliga gewann gegen die Nationalmannschaft des DHB mit 43:42 (21:20).

## TOYOTA HBL-Auswahl
| Nr.         | Name                           | Verein                   |          |          |          |          |          |          |
| Torhüter    | Torhüter                       | Torhüter                 | Torhüter | Torhüter | Torhüter | Torhüter | Torhüter | Torhüter |
| ----------- | ------------------------------ | ------------------------ | -------- | -------- | -------- | -------- | -------- | -------- |
| 1           | Peter Gentzel                  | HSG Nordhorn             |          |          |          |          |          |          |
| 22          | Chrischa Hannawald             | TV Großwallstadt         |          |          |          |          |          |          |
| 77          | Petr Štochl                    | Füchse Berlin            |          |          |          |          |          |          |
| Feldspieler |                                |                          |          |          |          |          |          |          |
| 4           | Daniel Stephan                 | TBV Lemgo                |          |          |          |          |          |          |
| 5           | Dragoș Oprea                   | Frisch Auf Göppingen     |          |          |          |          |          |          |
| 6           | Bruno Bezerra de Menezes Souza | HSV Hamburg              |          |          |          |          |          |          |
| 7           | Vid Kavtičnik                  | THW Kiel                 |          |          |          |          |          |          |
| 8           | Christian Schwarzer            | Rhein-Neckar Löwen       |          |          |          |          |          |          |
| 10          | Jan Filip                      | HSG Nordhorn             |          |          |          |          |          |          |
| 13          | Momir Ilić                     | VfL Gummersbach          |          |          |          |          |          |          |
| 14          | Vladica Stojanović             | MT Melsungen             |          |          |          |          |          |          |
| 15          | Yves Grafenhorst               | SC Magdeburg             |          |          |          |          |          |          |
| 17          | Konrad Wilczynski              | Füchse Berlin            |          |          |          |          |          |          |
| 18          | David Szlezak                  | Rhein-Neckar Löwen       |          |          |          |          |          |          |
| 19          | Volker Michel                  | HSG Wetzlar              |          |          |          |          |          |          |
| 27          | Oliver Köhrmann                | Wilhelmshavener HV       |          |          |          |          |          |          |
| 39          | Filip Jícha                    | THW Kiel                 |          |          |          |          |          |          |
| 74          | Andrius Stelmokas              | Füchse Berlin            |          |          |          |          |          |          |
| 77          | Yoon Kyung-shin                | HSV Hamburg              |          |          |          |          |          |          |
| verletzt    | Stefan Lövgren                 | THW Kiel                 |          |          |          |          |          |          |
| verletzt    | Michael V. Knudsen             | SG Flensburg-Handewitt   |          |          |          |          |          |          |
| verletzt    | Cho Chi-hyo                    | HBW Balingen-Weilstetten |          |          |          |          |          |          |
| verletzt    | Lars Christiansen              | SG Flensburg-Handewitt   |          |          |          |          |          |          |
| verletzt    | Stephan Just                   | GWD Minden               |          |          |          |          |          |          |
| verletzt    | Hans Lindberg                  | HSV Hamburg              |          |          |          |          |          |          |
| Trainer     |                                |                          |          |          |          |          |          |          |
|             | Volker Mudrow                  | HSG Wetzlar              |          |          |          |          |          |          |

## DHB-Nationalmannschaft
| Nr.         | Name                      | Verein                   |          |          |          |          |          |          |
| Torhüter    | Torhüter                  | Torhüter                 | Torhüter | Torhüter | Torhüter | Torhüter | Torhüter | Torhüter |
| ----------- | ------------------------- | ------------------------ | -------- | -------- | -------- | -------- | -------- | -------- |
| 12          | Johannes Bitter           | HSV Hamburg              |          |          |          |          |          |          |
| 16          | Carsten Lichtlein         | TBV Lemgo                |          |          |          |          |          |          |
| Feldspieler |                           |                          |          |          |          |          |          |          |
| 2           | Sven-Sören Christophersen | TBV Lemgo                |          |          |          |          |          |          |
| 3           | Michael Haaß              | GWD Minden               |          |          |          |          |          |          |
| 4           | Oliver Roggisch           | Rhein-Neckar Löwen       |          |          |          |          |          |          |
| 5           | Dominik Klein             | THW Kiel                 |          |          |          |          |          |          |
| 6           | Michael Müller            | TV Großwallstadt         |          |          |          |          |          |          |
| 7           | Martin Strobel            | HBW Balingen-Weilstetten |          |          |          |          |          |          |
| 8           | Christoph Theuerkauf      | SC Magdeburg             |          |          |          |          |          |          |
| 14          | Christian Zeitz           | THW Kiel                 |          |          |          |          |          |          |
| 15          | Uwe Gensheimer            | Rhein-Neckar Löwen       |          |          |          |          |          |          |
| 18          | Michael Kraus             | TBV Lemgo                |          |          |          |          |          |          |
| 19          | Florian Kehrmann          | TBV Lemgo                |          |          |          |          |          |          |
| 20          | Christian Sprenger        | SC Magdeburg             |          |          |          |          |          |          |
| 21          | Lars Kaufmann             | TBV Lemgo                |          |          |          |          |          |          |
| Trainer     |                           |                          |          |          |          |          |          |          |
|             | Heiner Brand              |                          |          |          |          |          |          |          |

## Statistik
TOYOTA HBL-Auswahl – DHB 43:42 (21:20)
HBL: Schwarzer (7), Ilić (5/1), Oprea (4), Stephan (3), Souza (3), Jícha (3), Stojanović (3), Yoon (3), Filip (2), Szlezak (2), Michel (2), Köhrmann (2/2), Kavtičnik (1), Grafenhorst (1), Wilczynski (1/1), Stelmokas (1)
DHB: Theuerkauf (6), Sprenger (6), Christophersen (4), Klein (4), Gensheimer (4), Haas (3), Roggisch (3), Kraus (3), Kaufmann (3), Strobel (2), Zeitz (2), Müller (1), Kehrmann (1)
Schiedsrichter: Frank Lemme/Bernd Ullrich (Magdeburg)
Zuschauer: 7.400

## Auszeichnungen
| MVP                         | Trainer                                 | Rookie                                    | Lebenswerk/Karriereleistung Handball                      | Schiedsrichter                        |
| --------------------------- | --------------------------------------- | ----------------------------------------- | --------------------------------------------------------- | ------------------------------------- |
| Nikola Karabatić (THW Kiel) | / Zvonimir „Noka“ Serdarušić (THW Kiel) | Martin Strobel (HBW Balingen-Weilstetten) | Daniel Stephan (TBV Lemgo)/ Yoon Kyung-shin (HSV Hamburg) | Frank Lemme/Bernd Ullrich (Magdeburg) |